# Mein Samstag
Mein Samstag ist eine regionale Anzeigenzeitung für den Landkreis Marburg-Biedenkopf und wird als Wochenzeitung der Oberhessische Presse verlegt. Die Druckauflage der Wochenzeitung beträgt 85.000 Exemplare.
Mein Samstag wird von Hitzeroth Druck + Medien GmbH & Co. KG verlegt. Redaktionell wird Mein Samstag von der Werbeagentur mr//media GmbH betreut.

## Geschichte
Die erste Ausgabe von Mein Samstag ist am 11. Juni 2011 erschienen als Nachfolger der bis zum 4. Juni 2011 erschienenen Wochenzeitung win.

## Konzept
Mein Samstag wurde als inhaltliche Ergänzung zur Marburger Tageszeitung Oberhessische Presse konzipiert und beinhaltet lokale sowie Unterhaltungsthemen und Boulevard-Journalismus. Neben der Print-Ausgabe erscheint auch eine tagesaktuelle Online-Ausgabe.

## Mitarbeiter
Momentan beschäftigt der Verlag der Oberhessischen Presse ca. 120 Mitarbeiter. Außerdem werden bei mr//media GmbH weitere 11 Mitarbeiter beschäftigt.